# Cícero Ramalho
Cícero Ramalho da Rocha (Mossoró, 20 de novembro de 1964) é um ex-futebolista e treinador de futebol brasileiro.
Além de ter sido Campeão do Campeonato Cearense de Futebol de 1994 vestindo a camisa do Ferroviário, ele foi 2 vezes artilheiro de campeonatos estaduais. Em 1988, atuando pelo Quixadá, foi o artilheiro do Campeonato Cearense. com 15 gols. E em 1995, atuando pelo Potiguar de Mossoró, foi o artilheiro do Campeonato Potiguar, também com 15 gols.

## Carreira
Cícero Ramalho começou sua carreira futebolística no Potiguar de Mossoró, aos 17 anos de idade. Foi contratado pelo Quixadá 5 anos mais tarde, em 1986. Em 87, conquistou a vice-artilharia do "Cearense". Por conta do seu desempenho, foi parar no Ceará, mas não ficou por muito tempo. Em 1988, de volta ao Quixadá, fez 15 gols e tornou-se artilheiro do Estadual. Jogou ainda pelo Ferroviário, antes de se transferir para a Espanha, aonde jogaria por 5 anos (vestiu a camisa de três clubes, o Real Murcia, o Sabadell e o Levante, com mais destaque para o último. 
Segundo é relatado no livro "Cícero Ramalho, o artilheiro de Mossoró", de Marcelo Migueres, quando defendia o Levante, Cícero Ramalho recebeu um desafio da diretoria do clube. Caso marcasse 12 gols até o final do campeonato e livrasse a equipe do rebaixamento, ganharia um prêmio extra pelo feito. Assim, ele ajudou a equipe a livrar-se do rebaixamento, e garantiu um dinheiro a mais.
Em 1994, retornou para o Ferroviário, e ajudou a equipe a conquistar o Cearense daquele ano. Jogou ainda no América de Natal, em 96, ano que o clube subiu para a primeira divisão, tendo sido um dos artilheiros da Série B. Ainda vestiria a camisa do Corintians de Caicó, do Itapipoca e do Baraúnas. Parou de jogar pela primeira vez em 2002, iniciando a carreira de treinador. Mas a torcida do Baraúnas exigiu a sua volta como jogador. Assim, em 2005, aos 40 anos e com 92kg (11 quilos acima do peso), disputou a "Copa do Brasil". Neste torneio, ele tornou-se notório no País todo após marcar 2 gols contra o Vasco, em partidas válidas pela Copa do Brasil daquele ano.
| “ | "Fiz três gols naquela Copa do Brasil e dois contra o Vasco. Um quando nós empatamos em 2 a 2 no Nogueirão, na partida de ida, e outro nos 3 a 0, no Rio de Janeiro, na partida de volta. Foi um ano em que até então eu não era conhecido nacionalmente. Consegui essa façanha, pela Copa do Brasil, pelo Baraúnas. Até hoje ninguém esquece esse 20 de abril de 2005. O torcedor sente saudades e ainda quer que eu jogue." | ” |

Segundo cálculos do próprio jogador, ele tem 106 gols no Campeonato Potiguar, mas a Federação não reconhece os nove gols feitos pelo Corintians de Caicó. No entanto, com 106 ou com 97 gols, ele é o terceiro maior artilheiro da história da competição.
Por conta destes feitos, ganhou a alcunha de Cícero Romário.
| “ | "Quando ainda jogava pelo Ferroviário, do Ceará, em 94, tinha um repórter, o Faustino Chaves, que me já chamava assim, de Cícero Romário – pela minha idade e pelos gols. Primeiro porque eu sou baixinho mesmo e fazia muitos gols, e segundo pela idade, porque já não tinha muita mobilidade, mas a bola sempre me procurava na área. Depois, quando a gente eliminou o Vasco – eu já estava no Baraúnas –, ficou mais conhecido. Caiu bem esse apelido. | ” |

## Carreira política
Em 2012, o ex-atacante filiou-se ao Partido Verde para disputar a eleição municipal em Mossoró, pela coligação "Mossoró Feliz". Cícero Ramalho obteve 453 votos, insuficientes para se eleger vereador, tendo que contentar-se com a suplência.

## Títulos
Ferroviário
- Campeonato Cearense: 1994[2]

Potiguar de Mossoró
- Campeonato Potiguar de Futebol: 1997 (Vice-campeão)

Baraúnas
- Campeonato Potiguar: 2006

## Prêmios individuais
- Vice-artilheiro do Campeonato Cearense: 1987
- Artilheiro do Campeonato Cearense: 1988 (15 gols)
- Vice-artilheiro do Campeonato Potiguar: 1995 (15 gols)
- Terceiro maior artilheiro da história do Campeonato Potiguar de Futebol[4]
- Maior artilheiro da história do Potiguar de Mossoró[4]
- Maior artilheiro do clássico “POTIBA” com 11 gols (6 pelo Potiguar e 5 pelo Baraúnas).

### Livros em que é mencionado
- "Cícero Ramalho, o artilheiro de Mossoró", escrito pelo pesquisador Marcelo Migueres.
- "20 Anos da Copa do Brasil - de Kaburé a Cícero Ramalho" - de Alex Escobar e Marcelo Migueres

## Curiosidades
- Segundo o site "colgadosporelfutbol.com/", em 1989, quando jogava pelo Real Murcia, da Espanha, Cícero foi ao médico para cuidar de uma infecção. O médico lhe receitou um supositório. Quando foi usar o remédio, Cicero o comeu, achando que o remédio era pra ser usado por via oral. Isto lhe causou uma gastroenterite. Mais tarde ele daria uma entrevista dizendo que na região onde cresceu, nunca tinha visto um remédio como aquele, e por isso achou que deveria usá-lo por via oral.[5]